# Fritz Schaumann

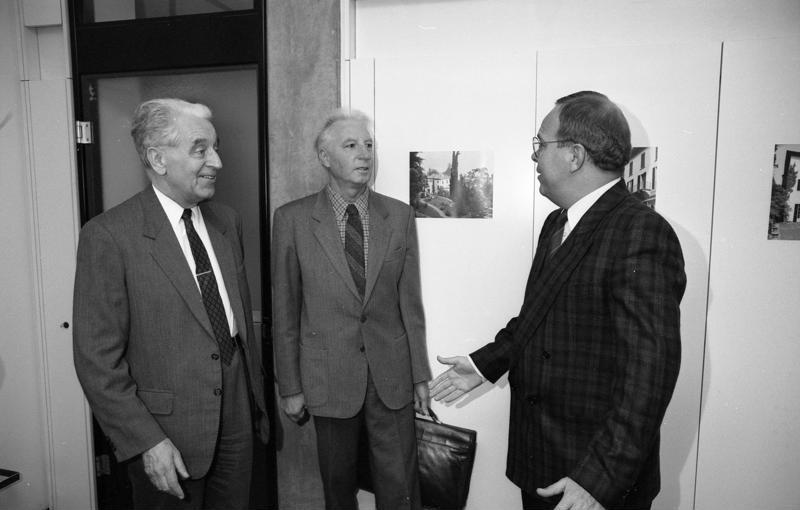
Staatssekretär Dr. Fritz Schaumann (rechts) empfängt den
Präsidenten und den Generalsekretär des Europäischen Hochschulinstituts in Florenz/Italien, Émile Noël (links) und Dott. Marcello Buzzonetti (Mitte), 31. Januar 1989.

Fritz Schaumann (* 22. April 1946 in Wallensen, Niedersachsen; † 3. März 2017 ebenda) war ein deutscher Politiker und Landtagsabgeordneter (FDP).

## Leben und Beruf
Nach dem Schulbesuch mit dem Abschluss der mittleren Reife absolvierte er eine Lehre als Fernmelde-Handwerker. Nach dem Bestehen der Begabten-Sonderprüfung studierte er Pädagogik an der Pädagogischen Hochschule Dortmund und Psychologie an der Westfälischen Wilhelms-Universität Münster. Schaumann promovierte zum Dr. paed. Von 1972 bis 1985 war er wissenschaftlicher Mitarbeiter an der Universität Dortmund. Von 1988 bis 1998 war er Staatssekretär beim Bundesminister für Bildung und Wissenschaft. Ab 1998 war er Gründungspräsident der privaten International University Bremen (seit 2007: Jacobs University Bremen), deren Präsident er bis 2006 war. Von 2006 bis Anfang 2011 war er Präsident der Kunststiftung NRW.
Der FDP gehörte Schaumann seit 1967 an. Er war in zahlreichen Parteigremien vertreten, so z. B. im Landesvorstand der FDP. Seit September 2003 war er Mitglied im Kuratorium der Friedrich-Naumann-Stiftung für die Freiheit. Seit 1967 war er Mitglied der Gewerkschaft Erziehung und Wissenschaft.

## Abgeordneter
Vom 30. Mai 1985 bis zum 26. Mai 1988 war Schaumann Mitglied des Landtags des Landes Nordrhein-Westfalen. Er wurde über die Landesliste seiner Partei gewählt und schied im Laufe der zehnten Wahlperiode aus dem Landtag aus, als der damalige Bundesminister für Bildung und Wissenschaft Jürgen W. Möllemann ihn zum Staatssekretär nach Bonn berufen hatte.